# Denise Margoni
Pour les articles homonymes, voir Margoni et Montillier.
 (juin 2012).
Si vous disposez d'ouvrages ou d'articles de référence ou si vous connaissez des sites web de qualité traitant du thème abordé ici, merci de compléter l'article en donnant les références utiles à sa vérifiabilité et en les liant à la section « Notes et références ».
Denise Margoni est une artiste-peintre française née Denise Hélène Henriette Montillier le 8 mars 1911 à Montmartre, au 19 de la rue Caulaincourt, et morte le 4 mai 1986 à Paris. Elle est la mère du compositeur Alain Margoni et de la comédienne Élisabeth Margoni.

## Biographie
Denise Margoni passe ses trois premières années à Montmartre dans le logement familial situé au-dessous de l’atelier du peintre Théophile Alexandre Steinlen. En 1918, son père blessé ayant quitté les armées, la famille s'installe à Neuilly-Plaisance.
Âgée de seize ans elle intègre en 1927 l’École des arts appliqués, appelée à cette époque École Duperré, section décoration de tissu et papier peint. Deux ans plus tard elle se marie avec Eugenio Margoni, cordonnier bottier de nationalité italienne et originaire du Trentin, lui-même peintre naïf.
À la sortie de l'École Duperré Denise Margoni fréquente occasionnellement l'atelier de l’affichiste Paul Colin et entame une double activité de décoratrice et de peintre. Elle collabore notamment à la décoration du pavillon des Indes orientales néerlandaises de l’Exposition coloniale internationale de 1931, sous la direction du grand décorateur de cinéma Raymond Gabutti.
La Seconde Guerre mondiale interrompt momentanément ses activités de décoratrice, la famille se réfugiant d'abord en Normandie, puis à Mantes-la-Jolie, et enfin à Saint-Cloud. Ce n'est qu'à partir de 1951 que Denise Margoni peut se consacrer pleinement à ses activités picturales : portraits, paysages, natures mortes, motifs pour tissus et papiers peints, utilisant alternativement l'huile, la gouache ou l'acrylique, sur des supports variés, toile sur châssis, panneau mural décoratif, Isorel, papier, soie ou coton. Mettant à profit son apprentissage à Duperré et chez Colin, elle fournit régulièrement ses modèles à de grandes entreprises de textile comme Bianchini-Férier et Boussac.
À partir de 1948, Denise Margoni expose régulièrement dans divers salons et galeries, à Paris et en province. En 1960, elle fait la connaissance de Jacques Zeitoun, principal associé de la galerie Kriegel à Paris, avec lequel se créent des liens d'amitié qui perdurent jusque dans les années 1980. Elle rencontre par son entremise le galeriste japonais Kiyoshi Tamenaga et participe en 1966 au Paris Art Exhibition organisé par ce dernier. En 1969, Tamenaga ouvre à Tokyo la première galerie consacrée à l'art occidental au Japon. Il y propose chaque année l'Exposition Internationale du Figuratif, qu'il présente au préalable dans sa galerie parisienne. De 1966 à 1976, des œuvres de Denise Margoni sont ainsi proposées dans les catalogues de la galerie Tamenaga à Paris, aux côtés de Picasso, Chagall, Buffet, Carzou, Ernst ou Dali… Expositions envoyées ensuite à Tokyo. L'appui régulier de ces deux importants marchands d'art a permis tout au long de ces années la diffusion régulière et la vente de son travail.
À partir des années 1950, et jusqu'en 1979, Denise Margoni séjourne chaque été dans les Côtes-d'Armor, à l'abbaye de Beauport, situé sur la commune de Paimpol. « Les couleurs et les éclairages changeants et mouvementés de ces paysages bretons défient ses talents de coloriste. Poussée vers une palette et des cadrages toujours plus audacieux, Denise Margoni affirme au fil des années une expression et un style de plus en plus personnel. Intégrant recherches et influences des artistes de son époque, elle évolue progressivement vers une forme picturale non réaliste, synthèse du figuratif et de l'abstrait. Séjournant plus tard en Charente-Maritime, elle poursuit la même inspiration dans ces paysages plus sages, les toiles devenant alors plus méditatives et épurées. »
Denise Margoni peint et expose jusqu'en 1985. Elle arrête de peindre en 1986 et la maladie l'emporte en 1987.

### Salons et expositions
(Liste non exhaustive)
- 1931 Exposition Coloniale, collaboration avec Raymond Gabutti
- 1948 Salon des peintres du Mantois, Mantes-la-Jolie (exposition collective)
- 1949 Galerie de la Gazette des Beaux-Arts, Paris, Exposition du Prix Hallmark (exposition collective)[4]
- 1962 Salon de Saint-Cloud, — participation régulière jusqu'en 1985 — (exposition collective)
- 1966 Galerie Tamenaga, Paris, Paris Art Exhibition (exposition collective)[5]
- 1967 Galerie Tamenaga, Paris et Tokyo, Exposition Internationale du Figuratif (exposition collective)[5]
- 1968 Salon des Indépendants, Paris (exposition collective)
- 1969 Galerie Tamenaga, Paris et Tokyo, Exposition Internationale du Figuratif (exposition collective)[5]
- 1971 Galerie Tamenaga, Paris et Tokyo, Exposition Internationale du Figuratif (exposition collective)[5]
- 1971 Salon de Saint-Cloud, — Premier prix — (exposition collective)
- 1972 Galerie Tamenaga, Paris et Tokyo, World Art Grand Festival (exposition collective)[5]
- 1974 Galerie Tamenaga, Paris et Tokyo, Exposition Internationale du Figuratif (exposition collective)[5]
- 1974 Galerie Hélène Arpel, Paris (Exposition partagée avec Germaine Moré)
- 1974 Salon de Saint-Cloud (exposition collective)
- 1975 Galerie Tamenaga, Paris et Tokyo, Exposition Internationale du Figuratif (exposition collective)[5]
- 1975 Salon de Montrouge, L'air et les peintres — Premier prix — (exposition collective)
- 1976 Galerie Tamenaga, Paris et Tokyo, Exposition Internationale du Figuratif (exposition collective)[5]
- 1977 Galerie Renou et Poyet, Paris (exposition personnelle)
- 1978 Galerie Lefor Openo, Saint-Cloud, Les trois Margoni (exposition personnelle)
- 1979 Galerie Monette Théau, La Rochelle (exposition personnelle)
- 1982 Mairie de Marly-le-Roi (exposition collective)
- 1982 Théâtre d'Issy-les-Moulineaux, Expo 92, — Médaille d'or — (exposition collective)
- 1983 Salon de Châlon-en-Champagne, Dédié aux femmes peintres — Premier prix — (exposition collective)[6]
- 1985 Salon de Saint-Cloud (exposition personnelle)
- 2008 Galerie Xavier Eeckhout, Paris (exposition personnelle)
- 2009 Galerie Louis Rançon, Rennes (exposition personnelle)
- 2012 Armel Galerie, Paimpol (exposition personnelle)[7],[8]
- 2017 L'Art d'Encadrer, Paris (exposition personnelle)
- 2018 Galerie de l'œil Noir, Paimpol (exposition personnelle)[9]
- 2019 Christine Menguy, Ploubazlanec (exposition personnelle)[10]